# Mikkijauratj
Mikkijauratj är en sjö i Jokkmokks kommun i Lappland och ingår i Luleälvens huvudavrinningsområde. Sjön har en area på 0,085 kvadratkilometer och ligger 458,5 meter över havet.

## Delavrinningsområde
Mikkijauratj ingår i det delavrinningsområde (739892-165944) som SMHI kallar för Inloppet i Purkijaure. Medelhöjden är 349 meter över havet och ytan är 5,67 kvadratkilometer. Räknas de 299 avrinningsområdena uppströms in blir den ackumulerade arean 5 804,03 kvadratkilometer. Lilla Luleälven (Tarraätno) som avvattnar avrinningsområdet har biflödesordning 2, vilket innebär att vattnet flödar genom totalt 2 vattendrag innan det når havet efter 202 kilometer. Avrinningsområdet består mestadels av skog (89 procent). Avrinningsområdet har 0,43 kvadratkilometer vattenytor vilket ger det en sjöprocent på 7,5 procent.